# الشرير ينام جيدا (فلم)
الشرير ينام جيدا (باليابانية: 悪い奴ほどよく眠る) هو فيلم جريمة وغموض ياباني صدر عام 1960، من إخرج أكيرا كوروساوا، وهو أول فيلم من أفلام كوروساوا تنتجه شركته للإنتاج السينيمائي. الفيلم اشترك في «مهرجان برلين الدولي للسينيما» الحادي عشر. الفيلم بطولة توشيرو ميفوني في دور شاب يصل لمركز مرموق في شركة مقاولات يابانية كبيرة متهمة بالفساد لكي يفضح أمرهم إنتقاما لوالده الذي قتل وهو يعمل بنفس الشركة. الفيلم له جذور من رائعة شكسبير «هاملت»، ويركز على إنتقاد فساد الشركات فيصبح واحد من ثلاثية «كوروساوا» عن فضح الفساد إلى جانب فيلم «الكلاب الضالة Stray Dog» إنتاج 1949 و«فوق وتحت High and Low» إنتاج 1963. هذه الثلاثة أفلام تندرج تحت نوعية «فيلم نوار» (هو مصطلح سينمائي يُستخدم للتعبير عن أفلام الجريمة والدراما الهوليودية خصوصًا تلك التي ترتكز على التصرف بالتهكم والتشاؤم والدوافع الجنسية).

## القصة
يبدأ الفيلم بمجموعة من الصحفيين تتدافع لدخول حفل زفاف ابنة نائب مدير شركة «دايرو» للمقاولات الثرى «ايوباشى» والعروس الابنة «كيوكو» تعانى من إعاقة بالساق، والعريس «نيشى» سكرتير«ايوباشى». الشرطة تتدخل في حفل الزفاف للقبض على «وادا» نائب رئيس العقود في المؤسسة العامة لتطوير الاراضى، وهي الجهة الحكومية التي تمنح شركة «دايرو» مشاريع كثيرة مع شبهة الفساد.من حوار الصحفيين نعرف أن شركة المقاولات تعرضت لحادث مأساوى عندما إنتحر «فيوريا» مساعد رئيس الشركة قبل 5 سنوات لينتهى بموته تحقيق الشرطة حول بلاغات عن فساد بين الشركة والمؤسسة الحكومية. يستمر التحقيق لأيام مع «وادا» و«ميورا» وهما ملتزمان الصمت ويفرج عنهما. يعاد القبض على «ميورا» ويحاول الانتحار بالقاء نفسه أمام سيارة مسرعة، أما «وادا» فيحاول الانتحار بالقاء نفسه في فوهة إحدى البراكين. «نيشى» يستغل هذه الفرصة هو وصديقه القديم «إيتاكورا» ويقوما بإخفاء «وادا» بعد إقناعه بالاشتراك معهما للإنتقام من «ايوباشى» وبقية الفاسدين في شركة «دايرو»، والسبب في رغبة «نيشى» في ذلك وهو متزوج من ابنة «ايوباشى»، انه الابن الوحيد للإدارى المنتحر «فيوريا» الذي دفعه الفاسدين لإلقاء نفسه من الدور السابع في مبنى الشركة منذ خمس سنوات. تستمر الاحداث ويتمكن «ايوباشى» من اكتشاف حقيقة زوج إبنته «نيشى» الذي أقنع زوجته بالاستمرار في فضح فساد رجال الشركة. يتم التخلص من «نيشى» بعد حقنه بالكحول ووضعه في سيارة مسرعة، وتضيع كل الادلة. يتبرأ أبناء «ايوباشى» منه ويغادرا البيت، والاب يتلقى مكالمة من رئيسه ويعتذر عن المشاكل الأخيرة بينما يؤكد له أنه عالجها. ثم يطلب التقاعد، ولكن ينصحه رئيسه بالانتظار حتى يبرد الهواء الساخن، وليذهب في اجازة مؤقتة، ويتابع الرئيس فيقول لايوباشى: «من فضلك لا تنم».

## طاقم التمثيل
- توشيرو ميفوني: في دور «نيشى»
- ماسايوكى مورى: في دور «ايوباشى» مستشار رئيس شركة «دايرو»
- كيوكو كاجاوا: في دور «يوشيكو» العروس ابنة «ايوباشى»
- تاتسيوا ميهاشى: «تاتسيو» ابن «ايوباشى»
- تاكاشى شيميورا: في دور «مورياما» ادارى بشركة «دايرو»
- كو نيشيميورا: في دور «شيراى» مسئول العقود في المؤسسة العامة لتطوير الاراضى
- تاكيشى كاتو: في دور «إيتاكورا» صديق «نيشى»
- تشيشو رايا: في دور المحقق «نوناكا»
- سيجي مياغوتشي: في دور المدعي العام أوكاكورا
- كوجي ميتسوي: في دور مراسل
- كين ميتسودا: في دور رئيس الشركة العامة أريمور
- نوبو ناكامورا: في دور مستشار قانوني
- سوسومو فوجيتا: في دور المحقق
- كوجي نانبارا: في دور المدعي العام هوريوتشي[13][14]

## الإنتاج
قال «كوروساوا» إنه اختار موضوع الفساد بين المؤسسة العامة والمقاولين بسبب استعداده للتعامل مع المشكلات الصعبة، وليس لأنه عمل سهل الاستخدام يهدف فقط إلى الربح المادى.
في بداية الفيلم، يتم تفسير القصة من خلال الشخصيات (في هذا العمل، مراسل صحيفة مخضرم جاء إلى حفل الزفاف ليخبر القصة للصحفيين الآخرين) اتبع «كوروساوا» الطريقة التقليدية في الفيلم، والتي تم اعتمادها لاحقًا في فيلم «العراب» للقيام بالتفسير والشرح في أول الفيلم أثناء حفل زفاف ابنة العراب.

### التصوير والمعوقات
الممثلة «كيوكو كاجاوا» التي قامت بدور العروس «يوشيكو» واثناء ركوبها سيارة «تاتسيوا» شقيقها في الفيلم وبسبب توقف مفاجئ وهي لا تربط حزام الامان، ارتضم رأسها بزجاج السيارة ونقلت إلى المستشفى وهي مصابة بجرح كبير بالوجه استلزم غرز متعددة، مما دعى الممثلة للتصريح بأنها سوف تترك العمل بالفيلم وقد لا تستطيع العودة للتمثيل مرة أخرى. تجمع رجال الصحافة بالمستشفى لإستطلاع الاخبار ولكن إعترضهم الممثل الأول في الفيلم «توشيرو ميفوني»، وقالت عنه «كيوكو كاجاوا» إنه من الشخصيات شديدة الحرص على انهاء العمل، فهو احيانا يشارك في نقل العاملين بالفيلم إلى موقع التصوير.«ماسايوكى مورى» الذي لعب دور «ايوباشى» مستشار رئيس شركة «دايرو»، كان يبلغ من العمر وقتها (49 سنة) مع ان الدور يحتاج عمرا أكبر من ذلك، ونجح في هذا وفتح الباب من بعده ليقوم صغار سن بأدوار أكبر سنا.
الفيلم يتحول لعمل تلفزيونى
في 5 مارس 2010 اعاد الكاتب اليابانى الشهير «هيرواكي موراكامي Hiroaki Murakami» إنتاج هذا العمل في هيئة مسلسل تلفزيونى من إخراج «ناوسوكي كوروساوا» في الذكرى المئوية لميلاد «اكيرا كوروساوا».

## الاستقبال
كانت التعليقات عن الفيلم إيجابية فقد كتب الصحفى والناقد السينيمائى «بوسلي كروذر» في صحيفة «نيويورك تايمز» أن الفيلم دراما عدوانية ومخيفة لليابان الحديثة والتي تعطي حكاية عادية من الخلاف الجشع والقاتل، لهجة فلسفية. أشاد النقاد بالمخرج «كوروساوا» الذي أطلق ما يرقى إلى الاكلاشيهات في هذا النوع من الروايات القوية بطريقة تجعل هذه الاكليشيهات تبدو جديدة تذخر بالمرح الساخر وكأننا لم نرى مثلها من قبل. «دان شنايدر» المنتج التلفزيونى وكاتب السيناريو والممثل الامريكى ان هذا هو أفضل أفلام «كوروساوا». كانت أكثر الانتقادات المحترفة تنتقد نهاية الفيلم. الكاتب «كيث فيبس» في صحيفة الإنترنت المسماة «ايه – في كلوب»، قال إن «كوروساوا» قد قدم بكل التأكيد فيلم قوى، قوة العضلات.
منح موقع "الطماطم الفاسدة" الفيلم تقييماً مقداره 100% بناءاً على آراء 20 ناقداً سينمائياً.

## وصلات خارجية
- مقالات تستعمل روابط فنية بلا صلة مع ويكي بيانات